# Georg von Grundner

Georg Korbinian Christian Ritter und Edler von Grundner (* 11. Juni 1813 in München; † 7. Mai 1893 ebenda) war ein bayerischer Verwaltungsjurist und Abgeordneter der Frankfurter Nationalversammlung.

## Werdegang
Grundner wurde als Sohn des Revisors bei der Steuerkatasterkommission Johann Christian Dominikus von Grundner geboren. Er studierte von 1832 bis 1836 Rechtswissenschaft und Philosophie an der Universität München. Als Rechtspraktikant war er zwischen 1837 und 1840 an den Landgerichten in Starnberg und München eingesetzt und von 1840 bis 1844 als Akzessist am Kreis- und Stadtgericht in München. Von 1842 an war er zudem auch als Aushilfsfunktionär (Hilfsrichter) am Landgericht in der Vorstadt Au tätig.
1844 kam Grundner als ständiger Funktionär am Kreis und Stadtgericht nach Ingolstadt. Gleichzeitig übernahm er das Amt des provisorischen rechtskundigen Bürgermeisters und war von 1847 bis 1855 rechtskundiger Bürgermeister der Stadt. Zwischen dem 18. Mai 1848 und dem 7. Mai 1849 gehörte Grundner als Abgeordneter der Frankfurter Nationalversammlung an. Von 1855 bis 1862 war er Landrichter und Stadtkommissär in Ingolstadt, kehrte dann aber als Bezirksamtmann in München rechts der Isar wieder in die bayerische Hauptstadt zurück. 1873 wurde er zum Regierungsrat ernannt und im gleichen Jahr in den Ruhestand versetzt.

## Ehrungen
- 1860: Ritterkreuz I. Klasse des Verdienstordens vom Heiligen Michael